# Джума-мечеть (Илису)
Джума-мечеть (азерб. Cümə məscidi; цахур. Ülcuman meçet), известная также как «Улу Мечеть» (азерб. Ulu məscid) — пятничная мечеть, расположенная в селении Илису в Гахском районе Азербайджана. Построена в XVIII веке. Согласно распоряжению Кабинета Министров Азербайджанской Республики об исторических и культурных памятника, является памятником архитектуры национального значения.

## Архитектура и расположение мечети
Мечеть расположена на главной площади селения Илису и представляет большую значимость в планировочной структуре и застройке села. Архитектурно-пространственное решение памятника определено как местными природно-климатическими условиями, так и строительными приёмами и материалами. В плане мечеть имеет форму сильно вытянутого прямоугольника размером 13 × 26 м с главной композиционной осью север-юг.
Прямоугольник состоит из двух квадратов, которые в свою очередь при помощи каменных крестообразных опор и опирающихся на них стрельчатых арок разделены на девять ячеек. Три северные ячейки, которые отделены стеной с арочным порталом и оконными проёмами формируют портик-эйван. Данный элемент характерен для всех мечетей Кахской группы и занимает активное место в объёмно-пространственной композиции данного строения.
Наиболее характерная черта мечети — это чётко выраженная простота её пространственной композиции, а также органичность связи членения фасада с внутренней структуры здания. Главным является северный фасад мечети. Он прорезан тремя стрельчатыми проемами изящного рисунка, которые обрамлены прямоугольной выступающей рамкой. Такое оформление фасадной стены является характерным для архитектуры культовых сооружений XVII века на территории Азербайджана.
Молельный зал разделён на три равные по ширине нефа. Ось центрального нефа закреплена михрабом, который выполнен скромно. План интерьера мечети разбит с учётом совпадения с конструктивным шагом наружных и внутренних опор. Столбы и арки интерьера спроектированы на наружные стены в форме пилястр и плоских арок. Трактовка и наружных фасадов мечети и его интерьера выполнена сдержанно. Однако, благодаря хорошо найденным соотношениям архитектурных форм, удалось достичь выразительности интерьера.